# I sekretarze KC PZPR
I sekretarze KC PZPR – osoby stojące na czele Komitetu Centralnego Polskiej Zjednoczonej Partii Robotniczej (komunistycznej formacji sprawującej władzę w okresie Polski Ludowej). PZPR została założona w połowie grudnia 1948 z połączenia Polskiej Partii Robotniczej i Polskiej Partii Socjalistycznej. Stanowisko I sekretarza KC PZPR (do 1954 Przewodniczącego KC PZPR) sprawowało siedmiu polityków, kolejno:
| Lp. | Zdjęcie | Imię i nazwisko                          | Okres sprawowania funkcji                  | Informacje dodatkowe |
| --- | ------- | ---------------------------------------- | ------------------------------------------ | --- |
| 1.  |         | Bolesław Bierut (ur. 1892, zm. 1956)     | od 22 grudnia 1948 do 12 marca 1956        | Do 17 marca 1954 Przewodniczący KC, następnie urząd przekształcono w I Sekretarza KC. Również Prezydent Rzeczypospolitej Polskiej (1947–1952), Przewodniczący Rady Państwa (1947–1952) i Prezes Rady Ministrów (1952–1954).                                     |
| 2.  |         | Edward Ochab (ur. 1906, zm. 1989)        | od 20 marca 1956 do 21 października 1956   | |
| 3.  |         | Władysław Gomułka (ur. 1905, zm. 1982)   | od 21 października 1956 do 20 grudnia 1970 | Również członek Rady Państwa (1957–1971). |
| 4.  |         | Edward Gierek (ur. 1913, zm. 2001)       | od 20 grudnia 1970 do 6 września 1980      | Również członek Rady Państwa (1976–1980). |
| 5.  |         | Stanisław Kania (ur. 1927, zm. 2020)     | od 6 września 1980 do 18 października 1981 | |
| 6.  |         | Wojciech Jaruzelski (ur. 1923, zm. 2014) | od 18 października 1981 do 29 lipca 1989   | Również Minister Obrony Narodowej (1968–1983), Prezes Rady Ministrów (1981–1985), Przewodniczący WRON (1981–1983), Przewodniczący Rady Państwa (1985–1989) oraz Prezydent Polskiej Rzeczypospolitej Ludowej (1989), Prezydent Rzeczypospolitej Polskiej (1990). |
| 7.  |         | Mieczysław Rakowski (ur. 1926, zm. 2008) | od 29 lipca 1989 do 29 stycznia 1990       | Również Prezes Rady Ministrów (1988–1989). 29 stycznia 1990 nastąpiło rozwiązanie Polskiej Zjednoczonej Partii Robotniczej. |